# Лещенко Іван Федорович
Іван Федорович Лещенко (нар. 24 квітня 1923, Кирило-Ганнівка, хутір Лещенки — нині Зіньківський район), український перекладач, член спілки журналістів України.

## Життєпис
Походить з селянської родини, при колективізації родина була вислана до Сибіру. Батько воював в російсько-японську війну 1905 року, з дружиною виховували сімох дітей, Іван був наймолодшим. Повернулися 1932, Голодомор 1933 пережив у Полтаві, рятувався вербовою корою: «Мати, було, приходить і каже, що у тих пиріжках із м'ясом… ніготь знайшли… Рідний батько, рідна мати вбивали дітей — то було страшне… У нашій сім'ї голод пережили всі, слава Богу».
По війні, у 1959 році закінчив філологічне відділення Київського державного університету імені Т. Г. Шевченка. По закінченню вишу працював перекладачем в «Інтуристі».
25 років відпрацював у видавництві «Дніпро» — старший редактор відділу зарубіжної літератури.
Перекладав англомовну літературу. Спільно з В. Митрофановим, Маром Пінчевським, Ю. Покальчуком та рядом інших переклав твори 4-томник Ернеста Гемінґвея, Марка Твена (1972, спільно з Ростиславом Доценком, Юрієм Лісняком та іншими), «Моя біографія» Чарльза Спенсера Чапліна (1989, спільно з Маром Пінчевським).
2003 року з його слів студенти записали дані про Голодомор. Станом на 2006 рік мешкав у Києві.